# Einsteinium(III)-oxid
Einsteinium(III)-oxid ist eine chemische Verbindung der Elemente Einsteinium und Sauerstoff mit der Summenformel Es2O3.

## Darstellung
Einsteinium(III)-oxid wird durch Glühen des entsprechenden Nitrats in Submikrogramm-Mengen erhalten.

## Eigenschaften
Einsteinium(III)-oxid ist ein farbloser Feststoff. Drei Modifikationen sind bekannt. Der Gitterparameter des kubisch-raumzentrierten Kristalls beträgt 1076,6 ± 0,6 pm. Hiervon ausgehend wurde der Ionenradius von Es3+ auf 92,8 pm berechnet. Es sind ferner noch eine monokline und eine hexagonale Lanthan(III)-oxid-Struktur bekannt.

## Sicherheitshinweise
Einstufungen nach der CLP-Verordnung liegen nicht vor, weil diese nur die chemische Gefährlichkeit umfassen und eine völlig untergeordnete Rolle gegenüber den auf der Radioaktivität beruhenden Gefahren spielen. Auch Letzteres gilt nur, wenn es sich um eine dafür relevante Stoffmenge handelt.